# Swinford (Mayo)
Swinford (irl. Béal Átha na Muice) – miasto w hrabstwie Mayo w prowincji Connacht w Irlandii, leżące nad rzeką Moy. Około 18 km od miasta znajduje się port lotniczy Knock. W 2011 roku liczba mieszkańców wynosiła 243 osoby.